# Rollandia (ave)
Rollandia é um género de aves da família Podicipedidae, vulgarmente conhecidas como mergulhões.
Este género contém duas espécies:
- Mergulhão-de-orelha-branca (Rollandia rolland)
- Mergulhão-do-titicaca (Rollandia microptera)